# Mörtsjön (Ljusterö socken, Uppland)
Mörtsjön är en sjö i Österåkers kommun i Uppland och ingår i Norrtäljeån-Åkerströms kustområde. Sjön har en area på 0,0573 kvadratkilometer och ligger 13 meter över havet.

## Delavrinningsområde
Mörtsjön ingår i det delavrinningsområde (660498-166095) som SMHI kallar för Rinner till Skatfjärden. Medelhöjden är 19 meter över havet och ytan är 11,92 kvadratkilometer. Det finns inga avrinningsområden uppströms utan avrinningsområdet är högsta punkten. Avrinningsområdets utflöde mynnar i havet, utan att ha någon enskild mynningsplats.